# Club Gimnasia y Esgrima (Concepción del Uruguay)
|  | No s'ha de confondre amb Gimnasia y Esgrima (desambiguació). |

El Club Gimnasia y Esgrima de Concepción del Uruguay és un club de futbol argentí de la ciutat de Concepción del Uruguay.

## Palmarès
- Torneo Argentino A: 1
  - 1997
- Torneo del Interior: 1
  - 1995
- Lliga de Concepción del Uruguay: 41
  - 1921, 1923, 1925, 1927, 1928, 1929, 1930, 1934, 1935, 1938, 1939, 1942, 1943, 1945, 1947, 1950, 1951, 1952, 1953, 1954, 1956, 1958, 1959, 1960, 1961, 1962, 1966, 1973, 1976, 1977, 1980, 1984, 1985, 1987, 1988, 1989, 1990, 1991, 1992, 1993, 1994